# Metropolis (film)

Metropolis logo.

Metropolis är en tysk science fiction-film från 1927 i regi av Fritz Lang, med manus av Fritz Lang och Thea von Harbou. I huvudrollerna ses Alfred Abel, Gustav Fröhlich, Rudolf Klein-Rogge och Brigitte Helm.

## Handling
I den överdimensionerade och tekniskt fascinerade staden Metropolis lever de olika samhällskikten helt åtskilda. Det övre skiktet lever under paradisiska förhållanden medan arbetarna ses som mindervärdiga och lever i en slags undervärld i jordens djup.
Freder Fredersen (Gustav Fröhlich), son till den känslokalle Joh Fredersen (Alfred Abel) som ses som hjärnan bakom Metropolis, förälskar sig i arbetaraktivisten Maria (Brigitte Helm) som i gudstjänstliknande sittningar svär in arbetarna på bättre tider. Fredersen senior ser då sin makt vara i fara och ser till att uppfinnaren C.A. Rotwang (Rudolf Klein-Rogge) ger en maskin-människa (Maschinen-Mensch) Marias anlete för att denna ska hålla arbetarna i schack.
Rotwang vill dock hämnas Fredersen senior, som tagit hans stora kärlek Hel, mor till Freder, och får maskinen Maria till att hetsa arbetarna mot Fredersen senior och systemet. Mobben går lös och förintar samtliga maskiner, bland dem Metropolis hjärtmaskin varpå vattentankarna svämmar över och arbetarnas bostadsområden dränks. Den äkta Maria, Freder Fredersen och den av Fredersen senior entledigade Josaphat (Theodor Loos) lyckas dock att rädda arbetarnas barn från att drunkna.
Arbetarna vill därpå döda Maria då hon ska ha drivit dem till dådet. Mobben griper den de tror är Maria och bränner henne på bål (tyska Scheiterhaufen). Den äkta Maria jagas av Rotwang, som fruktar att själv bli ett offer då den andra Marias existens blir känd. Hon räddas av Fredersen junior. Slutligen försonas fabrikanten Fredersen och arbetarna genom Fredersens sons förmedling.

## Rollista i urval
| Alfred Abel        | – Joh Fredersen                     |
| Gustav Fröhlich    | – Freder, Joh Fredersens son        |
| Brigitte Helm      | – Maria / roboten                   |
| Rudolf Klein-Rogge | – C.A. Rotwang, uppfinnaren         |
| Fritz Rasp         | – Der Schmale, "Den smale"          |
| Theodor Loos       | – Josaphat                          |
| Erwin Biswanger    | – Arbetare 11811                    |
| Heinrich George    | – Grot, förmannen för hjärtmaskinen |
| Georg John         | – Arbetare                          |

## Om filmen

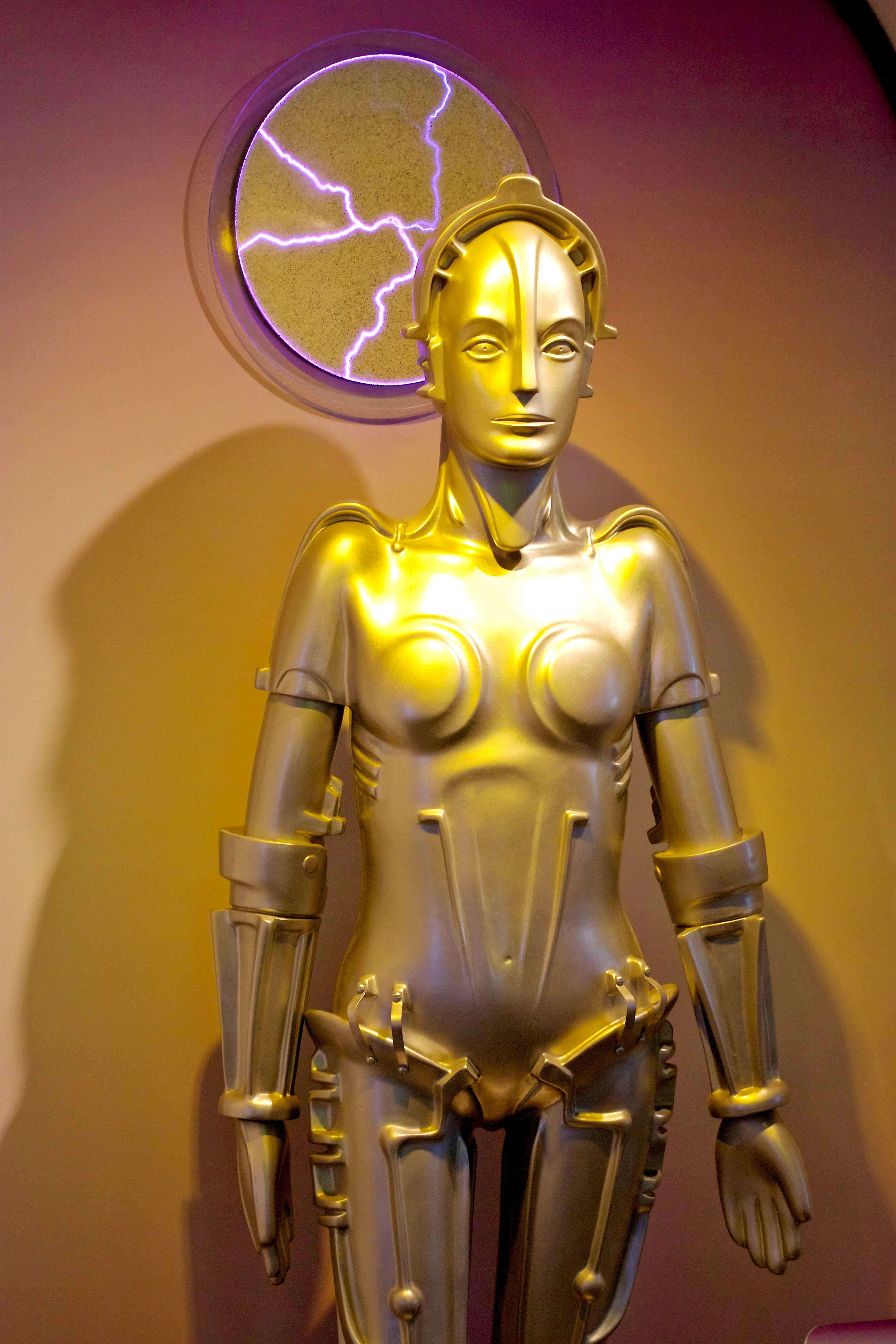
Staty av maskinmänniskan på Robot Hall of Fame.

Filmen utgjorde på många sätt både höjd- och slutpunkten på stumfilmsepokens science fiction-filmer. Staden i filmen, med samma namn, är en föregångare till stadsmiljön i filmer som Det femte elementet och Star Wars: Episod II. Scenen där roboten ändrar utseende från sin metalliska form till att bli en ytlig kopia av hjälten Maria är en av filmhistoriens klassiker.
Filmens manus är baserat på Thea von Harbous bok Metropolis, som utkom några år före filmen. Boken innehåller en Marxinspirerad kritik av kapitalismen.
2001 slutfördes en restaurering av filmen där alla delar, som till dags datum fanns tillgängliga, ingick i filmen. Vissa delar saknas dock fortfarande i denna version som är 119 minuter lång och den har utnämnts till världsminne av Unesco. Den 1 juli 2008 meddelade filmexperter i Berlin att man återfunnit en originalkopia av filmen som innehåller många förlorade scener. Kopian återfanns i ett arkiv på filmmuseet Museo del Cine i Buenos Aires i Argentina.

## Influenser frånMetropolis
- Filmen är en föregångare inom science fiction-genren och har influerat filmer fram till idag: Blade Runner, Star Wars och Matrix.
- Filmen inspirerade 1949 Osamu Tezuka till en mangaversion av filmen. Utifrån mangan gjordes i sin tur 2001 en animerad långfilm, i regi av Rintaro.
- Kraftwerk gav 1978 ut albumet Die Mensch-Maschine med låtar som "Metropolis", "Die Roboter" och "Die Mensch-Maschine".
- 1984 gjorde Giorgio Moroder en ny version av filmen där han bland annat lade på popmusik och kortade ner filmen till 87 minuter.
- I musikvideon till Queens låt "Radio Ga-Ga" använder man klipp från Metropolis.

### Utställning omMetropolis
På Filmmuseum Berlin i Berlin finns en utställning om filmen.